# Lưu Dĩnh Khách
Lưu Dĩnh Khách (chữ Hán: 刘郢客, ?-174 TCN), hay Lưu Dĩnh, tức Sở Di vương (楚夷王), là tông thất, chư hầu vương của nhà Hán trong lịch sử Trung Quốc.
Lưu Dĩnh Khách là con của Lưu Giao, cháu nội Lưu Thái Công, thái thượng hoàng nhà Hán và cháu gọi Hán Cao Tổ Lưu Bang, vua đầu tiên của nhà Hán là bác ruột. Phụ thân Lưu Giao vốn được Cao Đế phong làm Sở vương. Năm 178 TCN, Lưu Giao qua đời, Lưu Dĩnh Khách được kế thừa tước vị Sở vương.
Năm 174 TCN, Lưu Dĩnh Khách qua đời. Ông làm Sở vương được 4 năm. Con ông là Lưu Mậu lên kế tập tước vị Sở vương, gọi là Sở vương Mậu.